# SnowWorld (bedrijf)
SnowWorld is een uitbater van indoorskibanen. Na een bod op alle aandelen is het bedrijf in handen gekomen van Marc Coucke.

## Geschiedenis
Op 12 december 1996 werd in Zoetermeer de indoorskibaan SnowWorld geopend door oprichter Koos Hendriks. In 2001 werd deze indoorskibaan uitgebreid met een derde piste van 200 meter lang.
In 2002 werd in Landgraaf een nieuwe indoorskibaan geopend op de Wilhelminaberg, SnowWorld Landgraaf.
In september 2017 werd de Belgische zakenman Marc Coucke meerderheidsaandeelhouder in SnowWorld. Coucke had al een aandelenbelang van 24% en kocht een pakket aandelen van oprichter en topman Koos Hendriks. Daarmee kreeg Coucke 64% van het bedrijf in handen. In maart 2018 bracht zijn investeringsvehikel Alychlo een bod uit op de overige aandelen. Na een succesvolle uitkoopprocedure werden de aandelen van SnowWorld op 31 augustus 2023 voor het laatst verhandeld. 
In december 2018 nam SnowWorld Snowplanet over dat gevestigd is in Recreatiegebied Spaarnwoude bij Amsterdam. Ook nam SnowWorld een belang van 25% in Skihalle Neuss bij Düsseldorf met het recht om dit naar een meerderheidsbelang uit te breiden. In 2020 is dit meerderheidsbelang gerealiseerd, SnowWorld telt sindsdien zes indoorskibanen.
In februari 2019 nam SnowWorld de SIS Leisure Group over die de indoorskibanen Skidôme  Terneuzen en de Skidôme Rucphen bezat, evenals een indoor-skydivehal in Roosendaal.
In 2023 nam het bedrijf twee indoorbanen over namelijk de indoorbaan in Amnéville (Fr) en later Aspen in Wilrijk, nabij Antwerpen.
Op 8 november werd bekend gemaakt dat SnowWorld met Snow Dome in Bispingen een tweede Duitse vestiging heeft. De naam werd gewijzigd in SnowWorld Bispingen.

## Locaties
| Plaats     | Land | Naam                      | Faciliteiten                                         |
| ---------- | ---- | ------------------------- | ---------------------------------------------------- |
| Zoetermeer | NL   | SnowWorld Zoetermeer      | drie indoorskipistes: 300, 140 en 140 meter lang     |
| Landgraaf  | NL   | SnowWorld Landgraaf       | vier indoorskipistes: 369, 387, 45 en 55 meter lang  |
| Velsen     | NL   | SnowWorld Amsterdam       | twee indoorskipistes: 170 en 67 meter lang           |
| Rucphen    | NL   | SnowWorld Rucphen         | drie indoorskipistes: 130, 100 en 100 meter          |
| Rucphen    | NL   | IceKart Rucphen           |                                                      |
| Terneuzen  | NL   | SnowWorld Terneuzen       | twee indoorskipistes: 200 en 110 meter               |
| Roosendaal | NL   | Indoor Skydive Roosendaal | verticale windtunnel                                 |
| Neuss      | DE   | Alpenpark Neuss           | twee indoorskipistes: 272 en 80 meter lang           |
| Bispingen  | DE   | SnowWorld Bispingen       | één piste van 300 meter                              |
| Wilrijk    | BE   | SnowWorld Antwerpen       | twee indoorskipistes: 240 en 20 meter lang           |
| Amnéville  | FR   | SnowWorld Amnéville       | Twee pistes met de langste indoorpiste van 620 meter |